# Giuseppe Antonio Capuzzi
Giuseppe Antonio Capuzzi o Capucci (Breno, 1º agosto 1755 – Bergamo, 28 marzo 1818) è stato un compositore e violinista italiano.

## Biografia
Studiò violino con Antonio Nazari, un allievo di Giuseppe Tartini, e composizione con Ferdinando Bertoni. Dal 1780 fu attivo come violinista a Venezia presso le orchestre dei teatri cittadini e dal 1785 anche della cappella musicale della Basilica di San Marco. Nel 1792 divenne primo maestro concertante dell'orchestra del neonato Teatro La Fenice. Negli anni '90 fece amicizia con il bassista virtuoso Domenico Dragonetti, lo scrittore e librettista Alessandro Pepoli, il compositore Francesco Gardi (del quale nel 1782 sposò la sorella, la cantante soprano Giovanna Gardi) e il compositore Johann Simon Mayr. Nel 1796, passando per Vienna, si recò a Londra, dove compose un celebre balletto, La villageoise enlevée, che venne pubblicato l'anno seguente. Nello stesso anno, nonostante avesse ricevuto un invito da parte di Caterina la Grande per una prestigiosa posizione nella cappella della corte imperiale russa, preferì tornare in Italia. Dopo la caduta della Repubblica di Venezia, Capuzzi e l'amico Mayr decisero di stabilirsì definitivamente a Bergamo, dove egli fu primo violinista della cappella della Basilica di Santa Maria Maggiore, diretta da Mayr; in questa città fu inoltre professore di violino dell'Istituto Musicale e direttore d'orchestra del Teatro Riccardi. Morì il 28 marzo 1818, nove giorni dopo aver subito un attacco di cuore.
Capuzzi fu in vita molto rispettato e stimato sia come insegnante che come musicista. Quasi tutte le sue composizioni note furono scritte negli anni trascorsi a Venezia. Nonostante la sua musica fosse popolare nella sua epoca, oggi è stata quasi completamente dimenticata. Attualmente la sua composizione più nota è sicuramente il concerto per violone e orchestra, effettivamente il suo unico lavoro entrato nel repertorio moderno.

## Composizioni

### Musica per il teatro
- Cefalo e Procri (favola in prosa con musica, libretto di Alessandro Pepoli, 1792)
- Eco e Narciso (favola, libretto di Alessandro Pepoli, 1793)
- I bagni d'Abano, ossia La forza delle prime impressioni (commedia, libretto di Antonio Simeone Sografi, dopo Carlo Goldoni, 1794, Venezia)
- Sopra l'ingannator cade l'inganno, ovvero i due granatieri (farsa giocosa, libretti di Giuseppe Maria Foppa, 1801, Venezia)
- La casa da vendere (farsa giocosa, libretto di Giulio Domenico Camagna, 1804, Venezia)
- Varie arie
- Almeno 20 balletti (tutti perduti tranne La villageoise enlevée ou Les corsairs (1797, Londra) e Clothilde, duchessa di Salerno (1799 ca., Vienna))

### Musica strumentale
- Sinfonia concertante per 2 violini, corno/viola obbligato/a (1790 circa, Venezia)

- Concerto per violone e orchestra
- 5 concerti per violino
- 18 quartetti per archi
- 6 quintetti per archi
- 6 divertimenti per violino e basso e altri strumenti (1790 ca., Venezia)
- Concertone per vari strumenti (1784 ca., Venezia; perduto)
- Sonata per violino e accompagnamento (1804-5, Vienna)